# Antonio Maspes
Antonio Maspes, född 14 januari 1932 i Milano, död 19 oktober 2000 i Milano, var en italiensk tävlingscyklist.
Maspes blev  olympisk bronsmedaljör i tandem vid sommarspelen 1952 i Helsingfors. Som professionell blev han sedan världsmästare i sprint sju gånger (1955, 1956, 1959–1962 och 1964) och därtill silvermedaljör 1963 och bronsmedaljör 1958, samt europamästare i samma disciplin 1963 (silver 1956 och 1962). Därtill vann han Grand Prix de Paris fem år i rad (1960–1964).